# 국민협성진보회
국민협성진보회(國民協成進步會)는 대한제국 말기인 1910년에 일진회의 한일 병합 청원을 적극 찬성하면서 결성된 단체이다. 줄여서 협성진보회라고도 불렀다.
국민동지찬성회의 병합 지지 활동에 대한 여론의 질타가 계속되자 유사 단체로 조직되었다. 단순한 한일 병합 실시 요구에서 더 나아가 병합 후의 정치 체제에 대한 복안을 갖고 있음을 내세웠고,  “한일 양국을 합하여 양국의 민회를 만들고 대의사 자격으로 합의원을 설치하여 국사를 논의”하자고 주장했다.
결성일은 1910년 3월 16일이다. 발기인은 한창회, 유학주 등 일진회원과 국민동지찬성회 출신의 전직 군인인 조덕하를 포함하여 총 여섯 명이다. 회장으로는 고위 관료를 지낸 이정로를 추대했다고 발표했으나 이정로는 거부했다. 협성진보회는 원로들에게 취지서를 보내 동참을 요구했지만 계속 거절당했다.
평의원들은 다른 사람을 끌어들여 국민협성진보회에 입회시키는 선전 작업을 벌이는 동시에, 대한제국 내각, 통감부에 "합방을 속히 시행해 달라"고 청원했다. 일진회장 이용구가 활동비를 지원하면서 한일 병합 찬성에 동의해 달라고 부탁했다는 설이 있는 등 일진회와 밀접한 관련이 있었다.
거의 비슷한 시기에 며칠 차이를 두며 조직되었고 협성진보회의 핵심 인물인 조덕하가 참여한 국민협성동지회와 유사한 단체이다. 1910년 7월에 통감부에 인민의 생활을 위한다며 한일 병합을 요구하는 장서를 제출한 뒤 곧바로 한일 병합이 성사되어 더 이상 활동하지 않았다.

## 참고자료
- 친일인명사전편찬위원회 (2004년 12월 27일). 《일제협력단체사전 - 국내 중앙편》. 서울: 민족문제연구소. 94~95쪽쪽. ISBN 8995330724.